# الصير (المقاطرة)

تعديل مصدري - تعديل

الصير هي إحدى قرى عزلة المكابرة بمديرية المقاطرة التابعة لمحافظة لحج، بلغ تعداد سكانها 224 نسمة حسب تعداد اليمن لعام 2004.